# Джеймс Гарфілд
Дже́ймс Абра́м Га́рфілд (англ. James Abram Garfield; 19 листопада 1831 — 19 вересня 1881) — генерал-майор Армії США, член Палати представників, 20-й президент Сполучених Штатів Америки. Другий (після Авраама Лінкольна) голова держави, якого було вбито. До історії своєї країни Гарфілд увійшов в складі так званої четвірки «загублених президентів» разом із Резерфордом Хейзом, Честером Аланом Артуром та Уліссом Грантом, що керували країною після Громадянської війни. Гарфілд запам'ятався як президент з надзвичайно коротким строком повноважень — його вбили через 100 діб після прийняття президентської присяги (менше часу на посту президента провів лише Вільям Гаррісон — 31 день).

## Дитинство
Джеймс Абрам Гарфілд народився в окрузі Куяога, штат Огайо 19 листопада 1831 року. Він був найменшою п'ятою дитиною в збіднілій родині Гарфілдів. Свого батька малому Джеймсу так і не судилось пізнати. Він помер, коли майбутньому президенту ледь виповнилось 2 роки. Відомо, що Абрам Гарфілд-старший народився в Нью-Йорку і походив з родини англійських пуритан-переселенців, що 1630 року, разом з іншими вихідцями зі Старого Світу заснували містечко Вотертаун. Мати Джеймса — Еліза Беллоу, народилася в Новому Гемпширі в родині гугенотів, що ще в 1685 році залишили Францію під час релігійних заворушень.
1830 року Абрам Гарфілд разом з родиною перебрався до неосвоєних земель Огайо — територій, що того часу носили назву «Пустка». На новому місці Гарфілд-старший почав займатись фермерством та був задіяний на будівництві водоканалу, але невдовзі його спіткала раптова хвороба. У 33-річному віці батько Джеймса помер і родина залишилась без засобів до існування.

## Навчання та рання кар'єра

### Початкова освіта
Першу свою освіту Джеймс отримав у 3 роки — основи абетки та арифметики. У 14 років він вже мав впевнені знання англійської мови, математики та цікавився історією Америки.
У підлітковому віці Гарфілд раптово захопився пригодами, а особливо морем. У 17 років він вирішив присвятити своє життя морській справі. У 1848 році, з цією метою, він поїхав до Клівленда, де найнявся на шхуну, що курсувала каналом між Клівлендом і Пітсбургом. За півтора місяці «морської служби» непризвичаєний до корабельних умов життя юнак, опинявся за бортом 14 разів, як наслідок, він захворів на серйозну застуду і змушений був повернутись додому.

### Навчання в коледжах

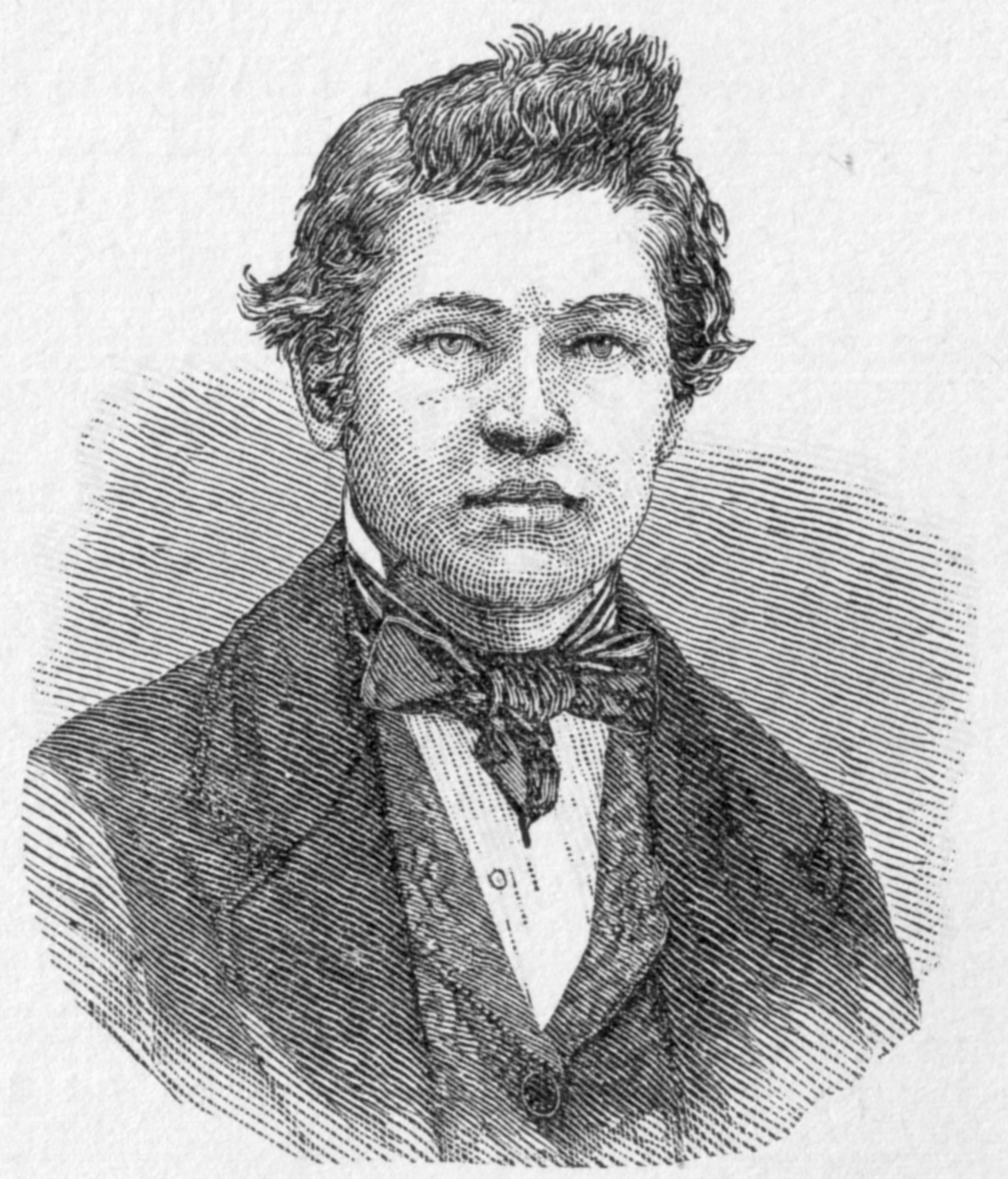
Джеймс Гарфілд у молодості

У 1849 році, за порадою матері, Гарфілд вступив в Честерську Академію (штат Огайо), що лише за 10 миль від дому. Гроші на своє навчання майбутній президент заробив під час канікул підробляючи теслярством, допомагаючи у полі зі зборами врожаю та викладаючи в місцевій початковій школі.
Навчаючись у Честері, Гарфілд зустрів Лукрецію Рудольф, яка в майбутньому стала його дружиною і подарувала Джеймсу сімох нащадків.
Релігійний за своєю натурою молодий Гарфілд у 1850 році пристав до церкви Кампбеллітів, яка в подальшому отримала назву «Послідовники Христа». У 1851 році, по закінченні Честерської Академії, він вступив до головного ідеологічного закладу кампбеллітів — Еклектичного Інституту Хірама (пізніше Коледж Хірама). Гроші на навчання він заробляв, працюючи шкільним сторожем. У коледжі Гарфілд опанував латину, алгебру, філософію та ботаніку, брав активну участь в наукових дебатах.
У 1854 році, по трьох роках навчання в Хірамі, Джеймс отримав змогу вступити на початковий курс будь-якого східноамериканського вищого навчального закладу і на освіту навіть заощадив 350 доларів. Гарфілд вагався між Єлем та коледжами Брауна і Вільямса. Врешті, скерований авторитетною постаттю його президента Марка Гопкінса, Джеймс восени 1854 року вступив до Вільямс Коледжу. Коледж він закінчив у 1856 році з відзнакою.

### Початок кар'єри
У 1856 році, молодий випускник повернувся до Коледжу Хірама, але цього разу, щоб у ньому викладати. Офіційно в Хірамі Гарфілд викладав латину та грецьку мову, але насправді, він також вів курси математики, геології, історії та англійської мови. У 1857 році в 26-річному віці його обрали директором Хіраму (1857—1861 роки). У цей же час він був рукоположений у сан священика в «Послідовниках Хреста».
Самостійно вивчаючи юриспруденцію та право, Гарфілд у 1861 році успішно здав професійні іспити, вступив до судової колегії штату Огайо.
1858 року Джеймс Гарфілд узяв за дружину Лукрецію Рудольф. Через два роки в їх родині народився первісток.

## Перші кроки в політиці
Дивно, що будучи різнобічно обдарованою особистістю, Гарфілд, здавалось, взагалі до осені 1856 року, коли він підтримав кандидатуру республіканця Джона Фремонта на пост президента, не звертав уваги на політику.
У 1859 році Джеймса Гарфілда обрали до сенату штату Огайо представником від округів Самміт і Портідж. Він став наймолодшим представником законодавчої влади рідного штату.
Джеймс Гарфілд був палким прибічником скасування рабства на території США. На передвиборчих перегонах 1860 року він активно підтримував кандидатуру Авраама Лінкольна — знаного своїми аболіціоністськими виступами. Коли Південні штати почали відокремлюватися від Союзу, Гарфілд першим виступив проти подібного роз'єднання країни і навіть закликав уряд застосувати силу до «штатів-відступників».

## Військова служба

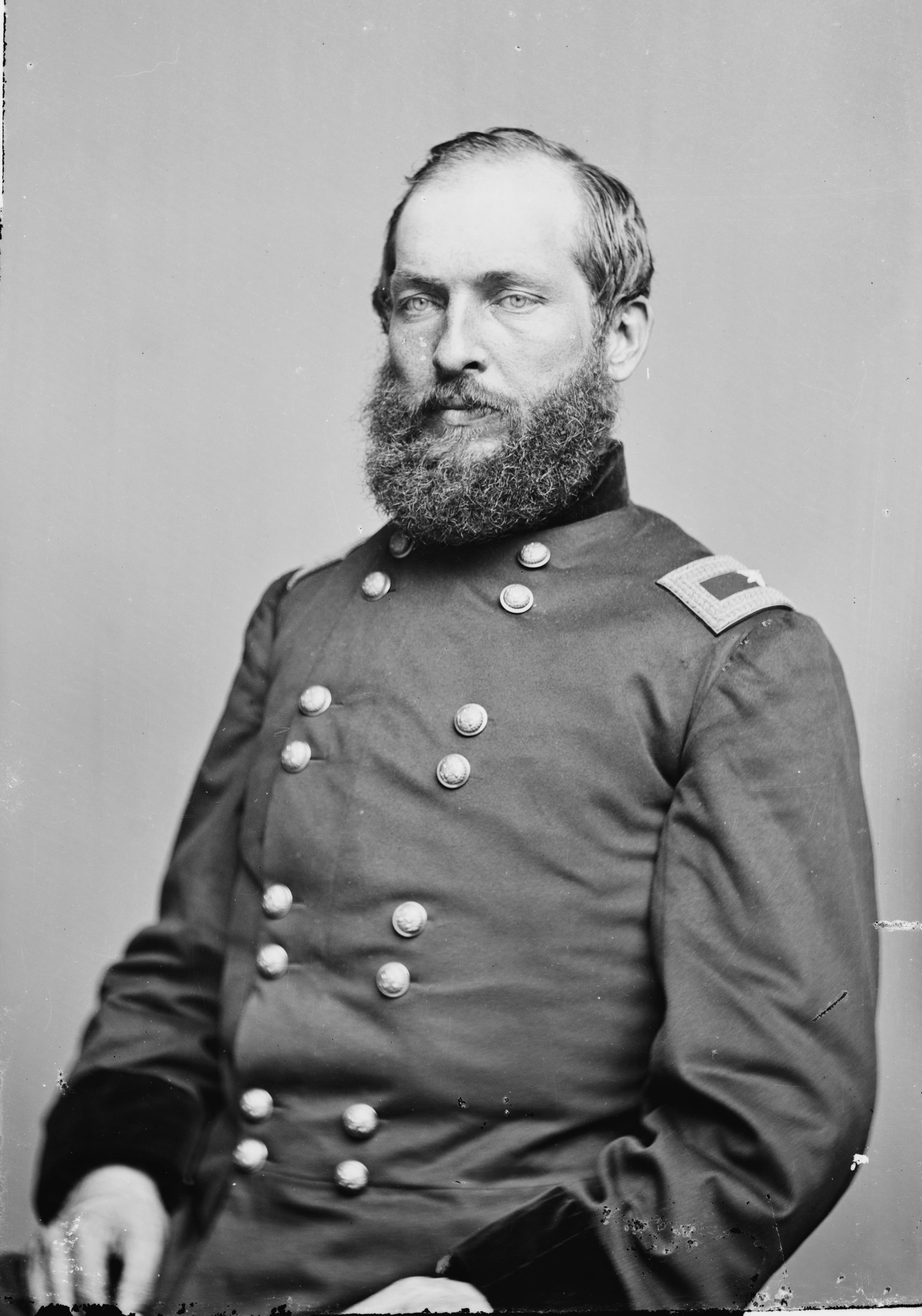
Генерал-майор Джеймс Гарфілд

З початком Громадянської війни, в середині серпня 1861 року, Джеймс Гарфілд із народного ополчення і добровольців (в основному, своїх колишніх учнів з Храму) сформував 42-й піхотний полк штату Огайо. Вільям Денісон, губернатор штату, призначив його підполковником.
Під час війни у званні полковника Гарфілд відзначився у двох важливих подіях. У грудні 1861 року, він отримав наказ витіснити війська «південного» генерала Гемпфрі Маршала із території східного Кентуккі. Військові підрозділи генерала Маршала мали 5 000 вояків та 12 похідних гармат, на той час як загін полковника Гарфілда — 1 100 солдат і жодної одиниці важкої артилерії. Завдячуючи стратегічному таланту Гарфілда битву з Маршалом під Мідл Крік (10 січня, 1862 рік) союзним військам вдалося виграти. Президент Лінкольн за звитягу полковника в цій битві звів Гарфілда у чин бригадного генерала.
У вересні 1863 року під час поразки Об'єднаних військ під Чікамауга, Гарфілд виступив добровольцем, щоб передати новину про поразку генералу Джорджу Томасу, який стримував лівий фланг ворожих військ. Джеймс Гарфілд під перехресним вогнем, ризикуючи життям, доправив новину, чим і врятував Армію Камберленда від остаточного розгрому.
За цей героїчний вчинок, 19 вересня 1863 року, його було зведено в чин генерал-майора. Він став наймолодшим офіцером в цьому чині.
Деякий час Гарфілд служив начальником штабу у генерал-майора Вільяма Розенкранса, командувача Армії Камберленда, але швидко розчарувався у військовій службі. У січні 1863 року, Гарфілд демобілізувався з лав армії і зайняв депутатську посаду в Палаті Представників від свого рідного штату Огайо.

## Конгресмен Гарфілд

### Загальна діяльність
У 32 роки Джеймс Гарфілд увійшов до складу Конгресу. В грудні 1863 року його обрали до Палати Представників від рідного округу (в майбутньому на цю посаду його буде успішно переобрано ще 8 разів).
Під час своєї діяльності в Конгресі, Гарфілд входив до складу кількох ключових фінансових комітетів, зокрема він обіймав посаду керівника сенатської Комісії у банківських і валютних справах, керівника Комітету асигнувань та керівника Комітету з військових питань.
Конгресмен Гарфілд пропагував політику так званих «жорстких грошей» і виступав проти збільшення грошей в обігу шляхом випуску паперових банкнот із поточним скороченням грошей в золоті. Натомість він підтримував ідею вилучення власності на користь держави у політиків, які у роки Громадянської війни воювали на боці Конфедерації (Півдня).

### Скандали із хабарництвом
Бурхлива політична діяльність Гарфілда видалась далеко не безхмарною. Конгресмена було втягнуто до двох гучних скандалів на підґрунті хабарництва. Його, як голову бюджетного комітету, звинуватили в отриманні хабаря від компанії «Кредіт Мобайлер», що займалася будівництвом трансконтинентальної залізниці Юніон Пасіфік. Гарфілд, за певну «винагороду», начебто гарантував компанії державні кошти на розвиток будівництва. В іншому подібному випадку його звинуватили в незаконному лобіюванні інтересів компанії-підрядника, що прагнула отримати державне замовлення на будівництво доріг у Вашингтоні. Гарфілд усі звинувачення відкидав, хоча одного разу все ж визнав, що отримав певну грошову суму (329 доларів) від компанії «Кредіт Мобайлер». З огляду на ці звинувачення вибори до Палати Представників 1874 року видалися непростими, але попри все Гарфілда було переобрано до Конгресу.

### Розкол у лавах республіканців
На президентських виборах 1876 року Гарфілд підтримав кандидатуру губернатора штату Огайо Разерфорда Хейза. Конгресмен був членом комісії, яка займалася спірними виборчими питаннями зі штатів Південна Кароліна, Луїзіана, Флорида та Орегон. За допомогою хитрої політики Гарфілда у складі цієї комісії, саме Хейза було обрано президентом. За часів його президентства, Джеймс Гарфілд очолював меншість в Палаті Представників і уславився як вправний тактик, що завжди знаходив компроміс між ворожими фракціями.
У цей час в лавах Республіканської партії, до якої належав Гарфілд, стався розкол. Так звана фракція «Стійких послідовників», що сконцентрувалася навколо нью-йоркського сенатора Роско Конкліна провадила пропівденну політику і шукала змоги повернути Улісса Гранта до Білого Дому; інша фракція — традиційно настроєна, до якої увійшов і Гарфілд, зосереджувалась навколо сенатора Блейна і здебільшого переймалась тарифною політикою та фінансами.

## Президентство

### За крок до президентства
У 1880 році Джеймса Гарфілда обрали до Сенату від штату Огайо. Президент Хейз виконав свою обіцянку перебувати на своєму посту лише один термін.
У липні 1880 року в Чикаго на партійному з'їзді республіканців розпочалися жорсткі дискусії стосовно висуванця на пост голови держави від партії. Палкі суперечки точилися між двома кандидатурами — колишнього президента, генерала армії Улісса Гранта (представника фракції «Стійких Послідовників») та, власне, лідера традиційної гілки республіканців сенатора Джеймса Блейна з Мену. Гарфілд — голова депутатської делегації штату Огайо та керівник Регламентного комітету з'їзду — запропонував, компромісну на його думку, кандидатуру тогочасного міністра фінансів, свого земляка Джона Шермана.
Конгресмен Гарфілд переконав своїх однопартійців голосувати не пакетно (делегація від кожного штату виносить єдине спільне рішення), а індивідуально (поіменно). У ході поіменного голосування лідерську позицію займав Грант, далі йшов Блейн і список замикав Шерман. Республіканці вперто не бажали виносити погодження щодо єдиного кандидата. У наступному колі голосування вже і сам Гарфілд отримав кілька голосів за свою кандидатуру; ще одне коло голосування — Гарфілд отримав 16 голосів, наступне коло — і вже 50 республіканців віддали за нього свої голоси.
На 60-й день з'їзду (34 коло голосування) конгресмена з Огайо сукупно підтримали прихильники як Шермана, так і Блейна. Кандидатом на пост голови держави від республіканської партії обрали Джеймса Гарфілда (він отримав 399 голосів, 309 — Грант).
Без відома Гарфілда, на посаду прем'єр-міністра було висунуто колишнього нью-йоркського митника, протеже ворожої фракції — Честера Алана Артура. Як компроміс, Гарфілд змушений був прийняти його як партнера на президентських перегонах.

### Передвиборча кампанія і вибори
Від демократичної партії на президентських виборах 1880 року брав участь Вінфілд Генкок — герой Громадянської війни, офіцер, відомий своїми воєнними звитягами. Передвиборча кампанія видавалась напруженою. Демократи закидали Гарфілду скандальні випадки з хабарями чотирирічної давнини.
У вирішальний день виборів виявилось, що Гарфілд ледве отримав більшість голосів простих американців. Перевага була мінімальною: Гарфілд набрав — 4 454 416 голосів; Генкок — 4 444 952. Лише виборча колегія із представників штатів вивела Гарфілда в лідери перегонів — Гарфілд отримав 214 голосів, Генкок — 155.
Урочиста президентська інавгурація відбулась 4 березня, 1881 року.

## Політичний курс

### Внутрішні справи
Гарфілд мав обмаль часу для кардинальних реформ. Багато часу президент приділив реформуванню митної служби нью-йоркського порту, який слугував неабияким джерелом прибутку — щороку нью-йоркська гавань приносила державній скарбниці коштів більше, ніж решта американських портів у сукупності.
Гарфілд провів особисту експертизу державних фінансів (спираючись на досвід роботи в фінансових комітетах Конгресу) і знайшов шляхи рефінансування бюджету.
Неабияких зусиль президенту коштувало сформувати свою адміністрацію, з огляду на невпинну внутрішньопартійну боротьбу між республіканцями.
На посаду держсекретаря було назначено Джеймса Блейна; на пост військового міністра — сина президента Лінкольна, Роберта Лінкольна (головним чином, завдячуючи промовистому імені його батька). Міністром юстиції Гарфілд призначив філадельфійського адвоката, члена анти-Грантівської коаліції, Вейна МакВі. 67-річний Самюель Кірквуд, воєнний губернатор Айови обійняв посаду міністра внутрішніх справ, а Вільям Генрі Хант, юрист з Нового Орлеану — посаду військово-морського міністра.

### Адміністрація Джеймса Гарфілда
| Назва посади               | Ім'я призначеного   |
| -------------------------- | ------------------- |
| Віце-президент             | Честер Алан Артур   |
| Державний секретар         | Джеймс Блейн        |
| Міністр фінансів           | Вільям Віндом       |
| Військовий міністр         | Роберт Тод Лінкольн |
| Міністр юстиції            | Вейн МакВі          |
| Міністр поштової служби    | Томас Джеймс        |
| Військово-морський міністр | Вільям Хант         |
| Міністр внутрішніх справ   | Самюель Кірквуд     |

### Закордонні справи
Стосовно зовнішньої політики, діяльність Гарфілда обмежилась призначенням обраних ним кандидатів на ключові дипломатичні пости. Промовистим призначенням стало обрання письменника Джеймса Рассела Лоуела на дипломатичну місію до Великої Британії та Лью Воллеса, колишнього союзного генерала та популярного літератора дипломатом до Османської імперії.

## Вбивство президента

### Замах на життя

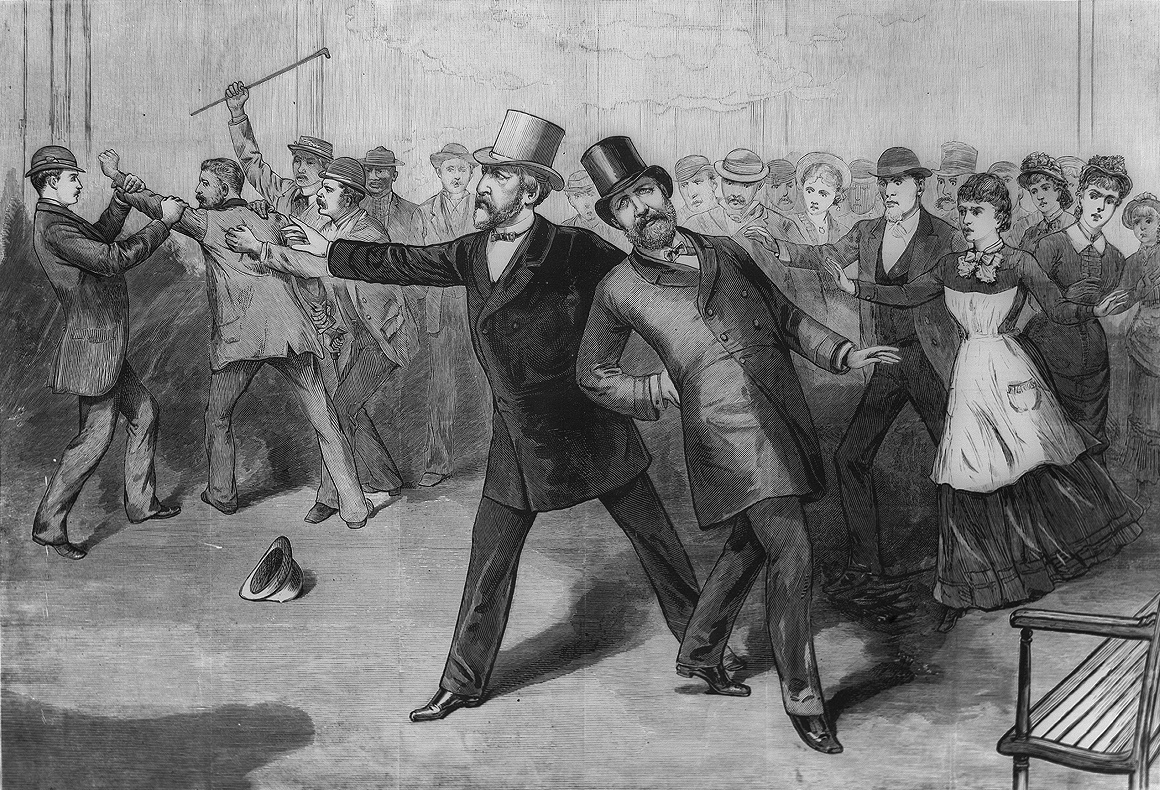
Замах на життя президента

Вранці 2 липня 1881 року Гарфілд разом зі своїм державним секретарем Джеймсом Блейном вирушав до Нової Англії. Президент разом зі своїми двома синами збирався відвідати Коледж Вільямса. О 9:20 ранку на залізничній станції Балтімор-Потомак пролунало 2 постріли — було вчинено замах на життя Гарфілда.
Стріляв у президента Шарль Гіто, він для своєї кривавої місії скористався масивною зброєю 44-го калібру, так званим «британським револьвером». Перша куля прошила Гарфілду руку, інша — влучила у спину, розтрощила ребро і застрягла десь у внутрішніх органах.

### Вбивця
Шарль Гіто — 39-річний вашингтонський юрисконсульт французького походження, емоційно нестійка особистість. Ймовірна причина замаху на вбивство президента — відмова Гарфілда назначити Гіто на консульську посаду в Європу. Плануючи замах, француз пильно стежив за головою держави впродовж кількох тижнів. Зброю для вбивства Гіто обирав таку, щоб вона достойно виглядала в музейній експозиції — він був впевнений, що його ім'я буде увічнено в історії Америки.
Після замаху Гіто охоче здався до рук поліції — він навіть попередньо замовив кінний екіпаж, щоб найшвидше здатися поліції після вбивства. Француз побоювався, що натовп вчинить над ним суд Лінча.
Шарля Гіто присудили до страти через повішення. Майже через рік по смерті Гарфілда, 30 червня 1882 року він зійшов на ешафот з непохитною впевненістю в тому, що зчинив Божу волю.

### Лікування президента
Після замаху на його життя, Гарфілда притомного доправили до Білого Дому. Під пильним медичним наглядом він боровся зі смертю впродовж довгих 10 тижнів. Кулю, яка влучила у спину президенту та застрягла у внутрішніх органах, лікарі так і не змогли знайти. Першим, хто оглядав Джеймса Гарфілда, був лікар Віллард Бліс. Бліс самотужки намагався визначити місцезнаходження кулі, але натомість лише заніс до рани інфекцію та обернув вогнепальний отвір діаметром в 3 дюйми в 20-дюймову дірку. Пізніше лікарський консиліум помилково визначить, що куля, начебто, застрягла в печінці, і що хірургічне втручання вже не зарадить. Активне лікування президента, відтак, припинили.

### Бел та його винахід
Винахідник телефону Александер Грем Белл разом зі своїм асистентом Саймоном Ньюкомбом сконструювали пристрій, який на їх думку, зміг би допомогти знайти кулю в тілі президента. Цим пристроєм став металошукач.
При експерименті в Білому Домі 26 липня 1881 року, окрім винахідника і його асистента були присутні 5 президентських лікарів. За їх присутності тіло президента було протестовано металошукачем. Результати виявились непевними — куди б не торкнулась паличка металодетектору — повсюди на тілі президента пристрій видавав позитивний результат на залізо. Бел та його помічник не могли знати, що Білий Дім для президентських покоїв придбав модну новинку того часу — матраци із залізними пружинами. Саме на такому матраці і лежав поранений Гарфілд і саме на залізні пружини реагував металошукач.

### Останні дні президента
За останнім бажанням президента, 6 вересня 1881 року його, тяжко пораненого, перевезли на морське узбережжя, до Нью-Джерсі. На декілька діб стан його здоров'я, здавалось, покращився. Та 15 вересня прогресували ознаки зараження крові і через чотири доби — 19 вересня 1881 року в містечку Елеберон (Нью-Джерсі) 20-й президент США Джеймс Абрам Гарфілд помер від ускладнень вогнепального поранення.

## Родина
Особливе місце в житті Гарфілда посідала його мати. Залишившись без батька в дитячому віці, майбутній президент, свою матір Елізу Беллоу завше вважав головою родини. Разом в його власною сім'єю вона оселилася в Білому Домі, одразу після прийняття Гарфілдом президентської присяги. Місіс Беллоу-Гарфілд — тендітна, худорлява жінка, завжди одягнена в чорне. Гарфілд, коли у матері розпочались проблеми з ногами, особисто зносив її на руках по сходах Білого Дому.
У родині президента, загалом, було п'ятеро дітей — 4 сини і одна донька (двоє інших дітей Гарфілда померли в дитячому віці). У майбутньому його сини стали успішними та відомими суспільними діячами країни. У 1908 році його найстарший син Гарі, професор політичних наук Принстонського Університету очолив Коледж Вільямса, в якому навчався сам Гарфілд. Під час Першої Світової Війни в адміністрації президента Вудро Вільсона, він також виконував обов'язки держпостачальника пального. У 1907 році інший син Гарфілда — Джеймс отримав пост міністра внутрішніх справ в адміністрації Теодора Рузвельта. Ірвін Гарфілд став успішним юрисконсультом у Бостоні, а найменший син Абрам по закінченні Массачусетського Технологічного Інституту опанував професію архітектора. Дочка Гарфілда — Мері, була відома як громадська активістка та захисниця прав простих громадян міста Нью-Йорк.

## Цікаві факти

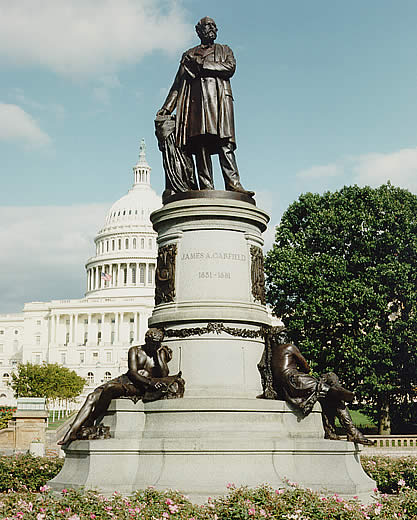
Пам'ятник Гарфілду в Вашингтоні

- Гарфілд перший президент США, що був шульгою (лівшею);
- Джеймс Гарфілд був здатен писати однією рукою грецькою мовою, іншою — латиною;
- Він був останнім із 10 американських президентів, що народились у надзвичайній бідності в дерев'яних бараках;
- У молоді роки Гарфілд, щоб зміцнити м'язи, навчився жонглювати булавами;
- У 26-річному віці Гарфілд обійняв посаду голови Коледжу Хірама. На той час професорсько-викладацький склад коледжу нараховував лише 5 осіб;
- Гарфілд — перший президент, що проводив свою передвиборчу кампанію двома мовами — німецькою та, власне, англійською;
- У день виборів, 2 листопада 1880 року, його було обрано одночасно в Палату представників США, до Сенату США і на президентський пост;
- Гарфілд — єдиний представник релігійної общини «Послідовники Христа», що став президентом;
- Частина законсервованого мозку його вбивці Шарля Гіто експонується в музеї Медичного коледжу у Філадельфії. Кістки Гіто разом з іншою частиною його мозку, а також хребет Гарфілда та кілька ребер, зберігаються в Національному Музеї Медицини і Здоров'я в Вашингтоні;
- Портрет президента Гарфілда в 1882 році з'явився на п'ятидоларових банкнотах. Зараз ці банкноти є великою колекційною рідкістю;
- У столиці Нової Зеландії — Веллінгтоні є вулиця, яку назвали на його честь — Гарфілд Стріт;